# اریک آلمگرن
اریک آلمگرن (سوئدی: Erik Almgren; ۲۸ ژانویهٔ ۱۹۰۸ – ۲۳ اوت ۱۹۸۹) بازیکن و مربی فوتبال اهل سوئد بود.
از باشگاه‌هایی که در آن بازی کرده‌است می‌توان به باشگاه فوتبال ای‌آی‌کی اشاره کرد.
وی همچنین در تیم ملی فوتبال سوئد بازی کرده‌است.